# エイペックスタワー浦和
エイペックスタワー浦和（エイペックスタワーうらわ）は、埼玉県さいたま市浦和区に所在する超高層マンションである。浦和駅周辺では2番目の高さの建築物である。

## 概要
浦和駅西口南第三地区再開発事業が再開発組合により実施された。面積は約1.3ha。再開発地内に所在していた桂古流の本部を再開発ビル内に配置し、桂古流会館とした。

## 沿革
- 1997年（平成9年）4月 - 浦和駅西口南第三地区再開発事業の都市計画が決定。
- 1999年（平成11年）3月 - 事業計画認可（市街地再開発組合設立認可）。
- 2000年（平成12年）11月 - 建設工事が着工する。
- 2003年（平成15年）3月 - 建物が竣工。

## 周辺
- コスタ・タワー浦和
- 田島大牧線
- 浦和ワシントンホテル
- さいたま市立高砂小学校
- シティハウス浦和高砂